# Tomasz Maszczyk
Tomasz Maszczyk – polski matematyk, doktor habilitowany nauk matematycznych. Specjalizuje się w geometrii analitycznej, różniczkowej i nieprzemiennej oraz topologii algebraicznej.

## Życiorys
Studia matematyczne ukończył na Uniwersytecie Warszawskim w 1989. Stopień doktorski uzyskał na UW w 1998 na podstawie pracy pt. Całkowalne wielomianowe struktury endomorfizmów wiązki stycznej i ich zastosowania, przygotowanej pod kierunkiem prof. Henryka Żołądka. Habilitował się w Instytucie Matematycznym PAN w 2014 na podstawie oceny dorobku naukowego i rozprawy pt. Cykle geometryczne i ich incydencje. Członek Polskiego Towarzystwa Matematycznego.
Swoje prace publikował w takich czasopismach jak m.in.:

- „Duke Mathematical Journal”,
- „Communications in Mathematical Physics”,
- „Symmetry Integrability And Geometry: Methods and Applications”,
- „Communications in Algebra”,
- „Journal of Geometry and Physics”,
- „Archiv der Mathematik”,
- „Monatshefte für Mathematik”,
- „Fundamenta Mathematicae”[5][6][7][8][9].